# Kabelvåg
Kabelvåg este o localitate din comuna Vågan, provincia Nordland, Norvegia, cu o suprafață de 1,18 km² și o populație de 1.733 locuitori (2013).